# Vodní dílo Nové Mlýny
Vodní dílo Nové Mlýny je kaskáda tří přehradních nádrží na řece Dyji pod Pavlovskými vrchy na jihu Moravy, na rozhraní okresů Břeclav a Brno-venkov. Nazývá se podle stejnojmenné osady pod hrází nejníže položené nádrže. Soustava byla postavena mezi lety 1974–1989. Hlavním úkolem bylo zamezit záplavám a zvýšit intenzitu zemědělské výroby rozsáhlým systémem zavlažovacích kanálů. Vodní dílo Nové Mlýny zabírající celkově 3200 ha je druhou největší vodní plochou v České republice, za první vodní nádrží Lipno s plochou 4870 ha. S maximální hloubkou pouze 4–7,5 m (dle nádrže) má ale poměrně nízký celkový objem vody, který ve všech nádržích dohromady činí asi 132 milionů m³ vody, což dílo řadí na úroveň vodní nádrže Vranov nebo vodní nádrže Dalešice (7.–9. místo v rámci Česka).

## Popis a využití nádrží

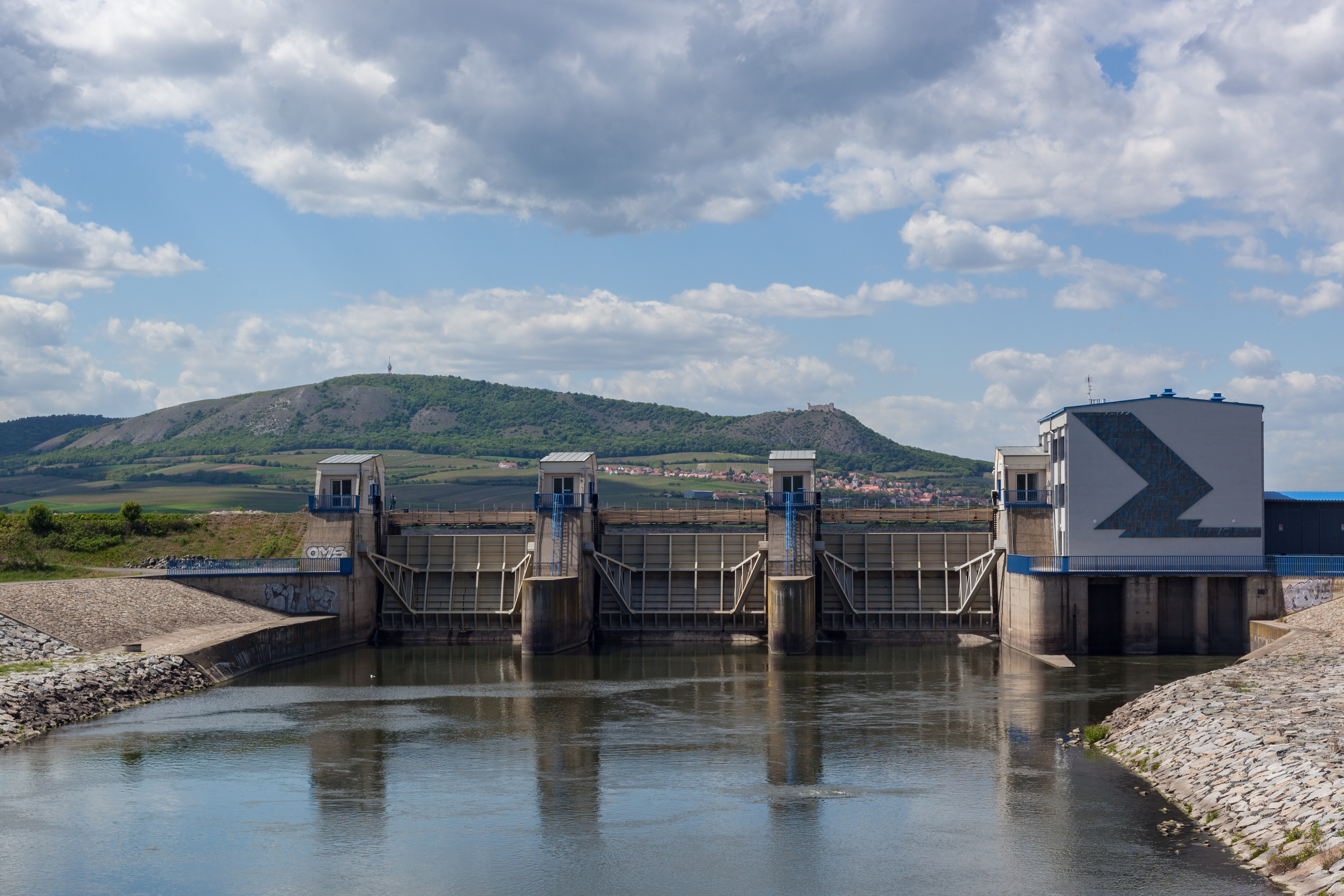
Přehradní hráz dolní nádrže s elektrárnou

Projekt pochází z roku 1972. S ohledem na silniční spojení Brno–Mikulov a Strachotín–Dolní Věstonice bylo navrženo rozdělit vodní dílo dvěma hrázemi na tři oddělené nádrže. Vodní dílo Nové Mlýny tak dnes tvoří tři přehradní nádrže: horní (Mušovská), střední (Věstonická) a dolní (Novomlýnská).
Z hlediska ochrany proti častým záplavám byla impulsem ke stavbě povodeň v dubnu 1965, která trvala až do října 1965. Nejvyšší zaznamenané průtoky vody byly 310 m³/s, přičemž řeka Dyje se v místě vylévala už od průtoku 100 m³/s. Záplavy nebo vylití řeky z břehů se pravidelně opakovaly. Kromě znehodnocování velké plochy zemědělské půdy a lesů, následovala kalamita výskytu komárů, která významně ztěžovala život v oblasti.

### Horní nádrž
Rozlohou je horní nádrž nejmenší. Stavěla se v letech 1974–1978. Na březích se nachází obec Pasohlávky s Autokempem Merkur mající travnato-písčité pláže s pozvolným vstupem do vody. Hlavním účelem horní nádrže je zajištění závlahy pro okolí a snížení povodňových průtoků. Významné je rekreační využití, provozování vodních sportů a rybolov. Zatopením bahnitých ploch byly také odstraněny extrémní počty komárů v letním období.
V blízkosti horní nádrže se nacházejí dva termální prameny, které zčásti využívá Aqualand Moravia stojící v blízkosti kempu. Čínská společnost RiseSun získala v roce 2024 stavební povolení na stavbu termálních lázní s investicí 2 miliard korun. Podle dohody s Jihomoravským krajem musí být lázně dokončeny v roce 2027.
Po hrázi mezi horní a střední nádrží vede silnice I/52 spojující Pohořelice a Mikulov. Východní část horní nádrže překonává po hrázi a mostě silnice III/39615 mezi Pasohlávkami a Brodem nad Dyjí.

### Střední nádrž
Střední nádrž byla stavěna v letech 1974–1980 a uvedena do provozu v roce 1981. Kvůli výstavbě byla zatopena obec Mušov, ze které zůstal zachován jen kostel svatého Linharta na ostrově uprostřed nádrže. Kvůli výstavbě byly také vykáceny velké části lužního lesa. Částečnou nápravou bylo vybudování biokoridoru lužního charakteru na umělých ostrovech v letech 1996–2000.
Střední nádrž i po letech vzbuzuje silné emoce. Spor mezi vodohospodáři a ekology o existenci a fungování nádrže se vleče od začátku výstavby. Nádrž byla v roce 1994 vyhlášena přírodní rezervací. V roce 2005 byla střední nádrž vyhlášena ptačí oblastí. Chrání se zde populace husy běločelé, husy polní, husy velké, orla mořského a rybáka obecného. Zároveň je jediným pravidelným hnízdištěm racka černohlavého, racka bělohlavého a racka bouřního. Nádrž je největším pravidelným zimovištěm morčáka bílého a zmíněné husy polní, běločelé a orla mořského. Počet obou druhů hus i orla mořského dosahuje evropského významu.
Po hrázi mezi střední a dolní nádrží vede silnice II/420 spojující Strachotín a Dolní Věstonice. V severovýchodní části u Strachotína je od nádrže hrází oddělen Strachotínský rybník.

### Dolní nádrž
Dolní nádrž je největší rozlohou i objemem vody. Byla dokončena v roce 1988 a uvedena do provozu v roce 1989. Jako jediná z nádrží má i energetické využití. Nachází se zde Malá vodní elektrárna Nové Mlýny, která disponuje na výpusti z nádrže dvěma Kaplanovými turbínami o instalovaném výkonu 2,5 MW. Dolní nádrž má zčásti podobný účel jako první dvě, a to snížení povodňových průtoků, zaplavování lužních lesů, chov ryb, sportovní rybolov, rozvoj cestovního ruchu, vodních sportů a rekreace. Dalším účelem je zlepšovat čistotu vody vytékající z nádrže u vesnice Nové Mlýny a pokračující opět jako řeka Dyje směrem na město Břeclav.
Pod hrází vede přes vesnici Nové Mlýny silnice II/421 spojující Zaječí a Milovice.
| Přehradní nádrž | Č.  | Rozloha (ha) | Délka (km) | Šířka (km) | Hloubka (m) | Obvod (km) | Objem (m³) | Nadm. výška (m) | Rok dokončení | Katastrální území                                                             |
| --------------- | --- | ------------ | ---------- | ---------- | ----------- | ---------- | ---------- | --------------- | ------------- | ----------------------------------------------------------------------------- |
| Mušovská        | I   | 531          | —          | —          | 4,04        | —          | 12 186 000 | 171,54          | 1978          | Drnholec, Brod nad Dyjí, Dolní Dunajovice, Pasohlávky, Mušov                  |
| Věstonická      | II  | 1 033        | —          | —          | 5,02        | —          | 34 000 000 | 171,42          | 1980          | Dolní Věstonice, Strachotín, Horní Věstonice, Mušov, Ivaň, Pouzdřany          |
| Novomlýnská     | III | 1 668        | 7,8        | —          | 7,54        | —          | 87 750 000 | 171,24          | 1988          | Dolní Věstonice, Strachotín, Nové Mlýny, Milovice u Mikulova, Pavlov, Šakvice |

Samotná dolní nádrž je největší vodní plochou na Moravě. Nádrže jsou nicméně mělké, kdy hloubka často nepřesahuje 2 metry. Horní nádrž má přirozené břehy, střední a dolní z větší části umělé (hráze) – místy je hladina nad úrovní okolního terénu. Do prostřední nádrže se společným ústím vlévají řeky Svratka a Jihlava.

## Dopady výstavby
Výstavba vodního díla a měla významný dopad na životní prostředí, přičemž plány na rozsáhlé zavlažovací kanály byly po sametové revoluci v roce 1989 opuštěny, a její hlavní účel tak pominul. Následkem zaplavení oblasti je zánik desítek hektarů původních lužních lesů, které zajišťovaly rozliv vody v krajině a měly značnou retenční schopnost. Po protestech některých ekologických organizací a odborníků na životní prostředí byla snížena hladina prostřední nádrže o 85 cm a vytvořeny dva ostrůvky, na kterých se obnovily původní lužní lesy již během 5 let od ustoupení vody.
Vlivu výstavby nádrží na krajinu a faunu bylo věnováno několik odborných studií. Z některých vyplývá, že novomlýnské nádrže jsou výrazným stabilizujícím prvkem ovlivňujícím pozitivně klimatické prvky v krajině, jako ostatně všechny vodní plochy. V nivě jižní Moravy probíhají procesy vysušování krajiny způsobené jak globálními klimatickými změnami, tak i intenzitou čerpání podzemních vod do vodovodní sítě. Samotná existence lužních lesů jižní Moravy tak může být v současné době podmíněna existencí vodního díla Nové Mlýny.
Prostřední nádrž zcela zatopila vesnici Mušov, zachován zůstal pouze její kostel svatého Linharta stojící nad vsí na kopečku (nyní ostrově).